# Ladislav Hunyadi
Ladislav Hunyadi (maďarsky Hunyadi László;1433 nebo 1431 – 16. března 1457) byl uherský šlechtic, starší ze dvou synů uherského regenta Jana Hunyadiho a Alžběty Szilágyiové. Jeho mladší bratr Matyáš se později stal uherským králem.

## Život
Ve velmi raném věku již doprovázel svého otce na jeho vojenských taženích. Po bitvě u Kosova v roce 1448 zůstal na čas v rukou srbského despoty Brankoviče jako rukojmí za svého otce. V roce 1452 byl členem deputace, která měla z Vídně přivézt do Uher Ladislava Pohrobka (v Uhrách vládl jako Ladislav V.). V roce 1453 byl již bánem v Chorvatsku a Dalmácii. Hunyadiové vedli dlouholeté spory s Ulrichem Cejlským. Kvůli jeho obviněním se Ladislav na sněmu v Budíně v roce 1455 vzdal všech svých důstojností a došlo k usmíření (Ladislav byl zasnouben s Marií, dcerou palatina Ladislava Garaie).
Hrabě Ulrich z Cejle převzal po smrti Jana Hunyadiho v roce 1456 jeho funkci generálního kapitána Uherska, získal značný vliv na mladého krále, jehož byl strýcem, i významnou moc. Prohlásil Ladislava za odpovědného za dluhy, které údajně měl jeho otec vůči státu. Na sněmu ve Futaku se však Ladislav bránil tak zdatně, že Ulrich navrhl usmíření, pod podmínkou, že se Hunyadiové nejprve vzdají všech jim svěřených královských hradů. Začít se mělo s pevností v Bělehradě (Nándorfehérvár). Hunyadi vpustil do pevnosti krále Ladislava V. a Ulricha jen s omezeným doprovodem. Zde byl ráno 9. listopadu 1456 Ulrich za nejasných okolností zabit Hunyadiho muži. Králi oznámili, že byl zabit nepřítel království.
Vyděšený mladý král poté Hunyadiho omilostnil a dokonce ho jmenoval generálním kapitánem a pokladníkem. Dokonalou přetvářkou pak uklidnil oba bratry, takže ho doprovodili do Budína, kde měl král dostatek svých přívrženců. Dne 15. března 1457 po slavnostní večeři nechal Ladislav Pohrobek Hunyadiovce a s nimi spřátelené šlechtice zatknout. Při zatýkání pomáhal Jan Jiskra z Brandýsa a ke spuštění akce sloužilo české heslo. Zatčení byli obviněni ze spiknutí proti králi. Ladislav Hunyadi byl odsouzen k smrti bez dodržení jakýchkoli zákonných formalit a následujícího dne sťat. Mladší bratr Matyáš zůstal královským vězněm. Hunyadiho smrt vyvolala v Uhrách velké rozbroje a král Ladislav raději i s Matyášem odjel do Vídně.